# Neoperla philippina
Neoperla philippina és una espècie d'insecte plecòpter pertanyent a la família dels pèrlids.

## Descripció
- Els adults presenten un color general marró rogenc fosc amb el cap, el pronot, els palps i les antenes quasi completament foscos (llevat tan sols d'unes poques àrees).
- El mascle té ganxos forts i llurs ales fan 15 mm de llargària.
- La femella no ha estat encara descrita.[3]

## Hàbitat
En el seu estadi immadur és aquàtic i viu a l'aigua dolça, mentre que com a adult és terrestre i volador.

## Distribució geogràfica
Es troba a les illes Filipines.